# Kamia Yousufi
Kamia Yousufi (20 mei 1996) is een Afghaans sprintster.

## Carrière
Yousufi nam deel aan de Olympische Spelen van 2016, waar ze laatste werd in haar reeks in de voorronde, maar met een tijd van 14,02 s wel het nationale record van Afghanistan verbeterde. Ook in 2021 nam ze opnieuw deel aan de 100 meter op de uitgestelde Olympische Spelen van 2020. In de eerste reeks van de voorronde eindigde ze in een nationaal record van 13,29 op de zevende plaats, waardoor ze werd uitgeschakeld.

## Persoonlijk record
| Onderdeel | Prestatie  | Wind (m/s) | Datum        | Plaats |
| --------- | ---------- | ---------- | ------------ | ------ |
| 100 m     | 13,29 (NR) |            | 30 juli 2021 | Tokio  |